# Замок Несытно
Замок Несытно (пол. Zamek Niesytno, нем. Burg Nimmersath) — замок, расположенный на Восточном хребте Качавских гор в Западных Судетах, в селе Плонина в гмине Болькув Яворского повята Нижнесилезского воеводства в Польше. Замок лежит на туристическом Пути Пястовских Замков, на запад от замка в Болькуве.

## История

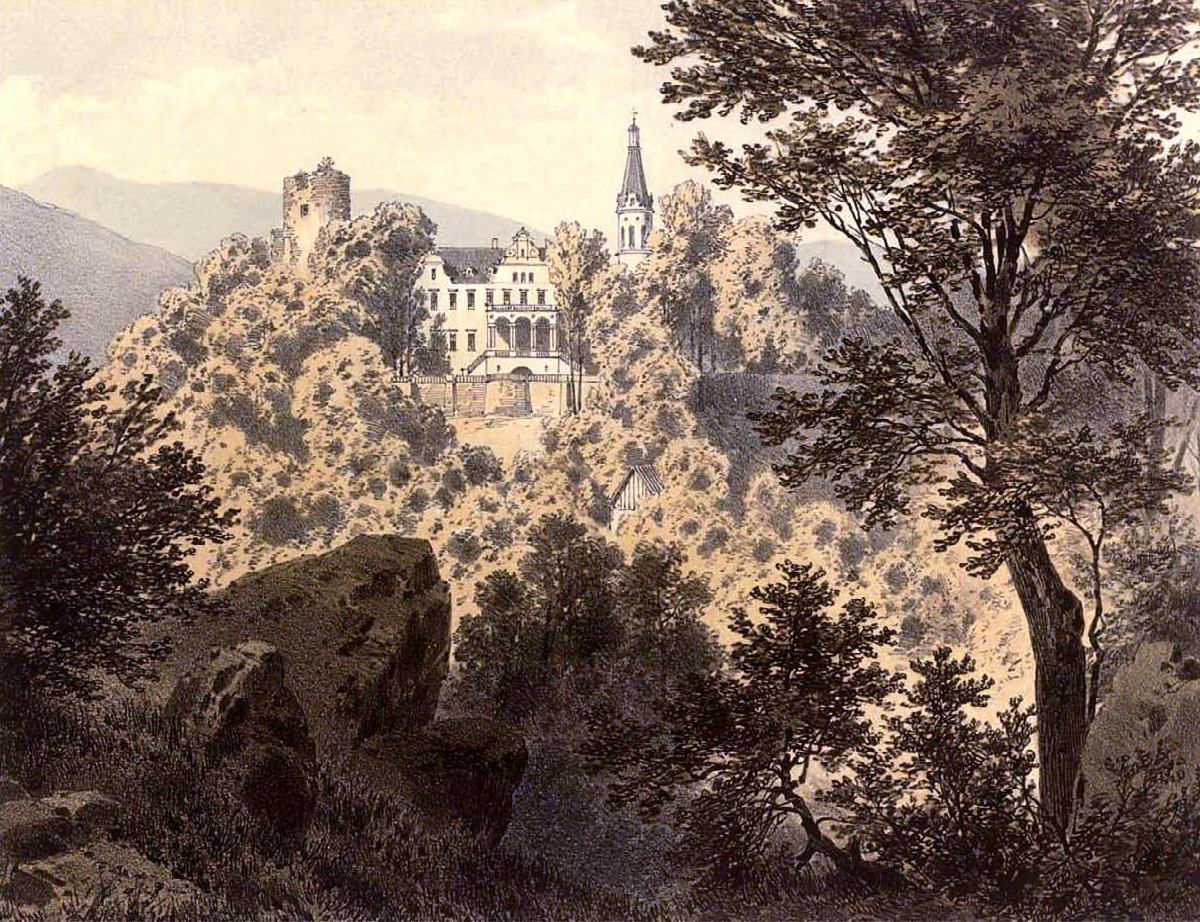
Руины замка Несытно и дворец между 1857 и 1883 годом. Литография Александра Дункера

Впервые замок упоминается в 1432 году в письме вроцлавского епископа Конрада Олесницкого к Великому магистру Тевтонского ордена. Епископ сообщал ему, что укрепление, принадлежавшее рыцарю Гайну фон Чирну, было занято во время похода мещан Вроцлава и Свидницы. Из этого следует, что замок был построен до 1432 года. Гипотеза о его возникновении замка в XIII веке маловероятна, скорее всего, его построили во второй половине XIV века.
Историю замка Несытно традиционно связывают с гуситами и рыцарями-разбойниками, которые в нем проживали в XV веке. Вероятно, именно с этого времени происходит описание замка как «захолустье страха» (нем. Angstwinkel). Скорее всего, уже в 30-х годах XV века замок перешел в собственность членов рода фон Зедлицев, которые прожили в нем до середины XVII века.
Замок потерял роль резиденции в 1545 году, когда рядом с ним, на восток/юго-восток от него, члены рода фон Зедлицев построили усадьбу, украшенную ренессансной каменной кладкой. Эта усадьба, которую также много раз перестраивали, в наше время известна как Плонинкский дворец. С середины XVI века старый замок, вероятно, использовался только для хозяйственных целей, как складское помещение.
С 2010 года замок находится в частной собственности. В 2012 году начались работы по снятию щебня и реконструкции жилого дома на территории средневекового замка.

## Архитектура
За время существования замка его несколько раз расширяли и перестраивали. Самым интересным его элементом является многогранная башня с клювом (подобную башню имеет замок в Болькуве), находящаяся на вершине скалы и выполняющая функцию донжона, оборудованного в интерьере, так называемое теплое помещение. Изнутри башня имела обширный интерьер, облицованный деревом для теплоизоляции. Точный год постройки башни установить невозможно, вокруг этого вопроса ведутся дискуссии. Вероятнее всего, она была построена во второй половине XV века. Ниже башни замка располагается дом (частично двух-, частично трехэтажный), построенный несколько позже.

## Галерея

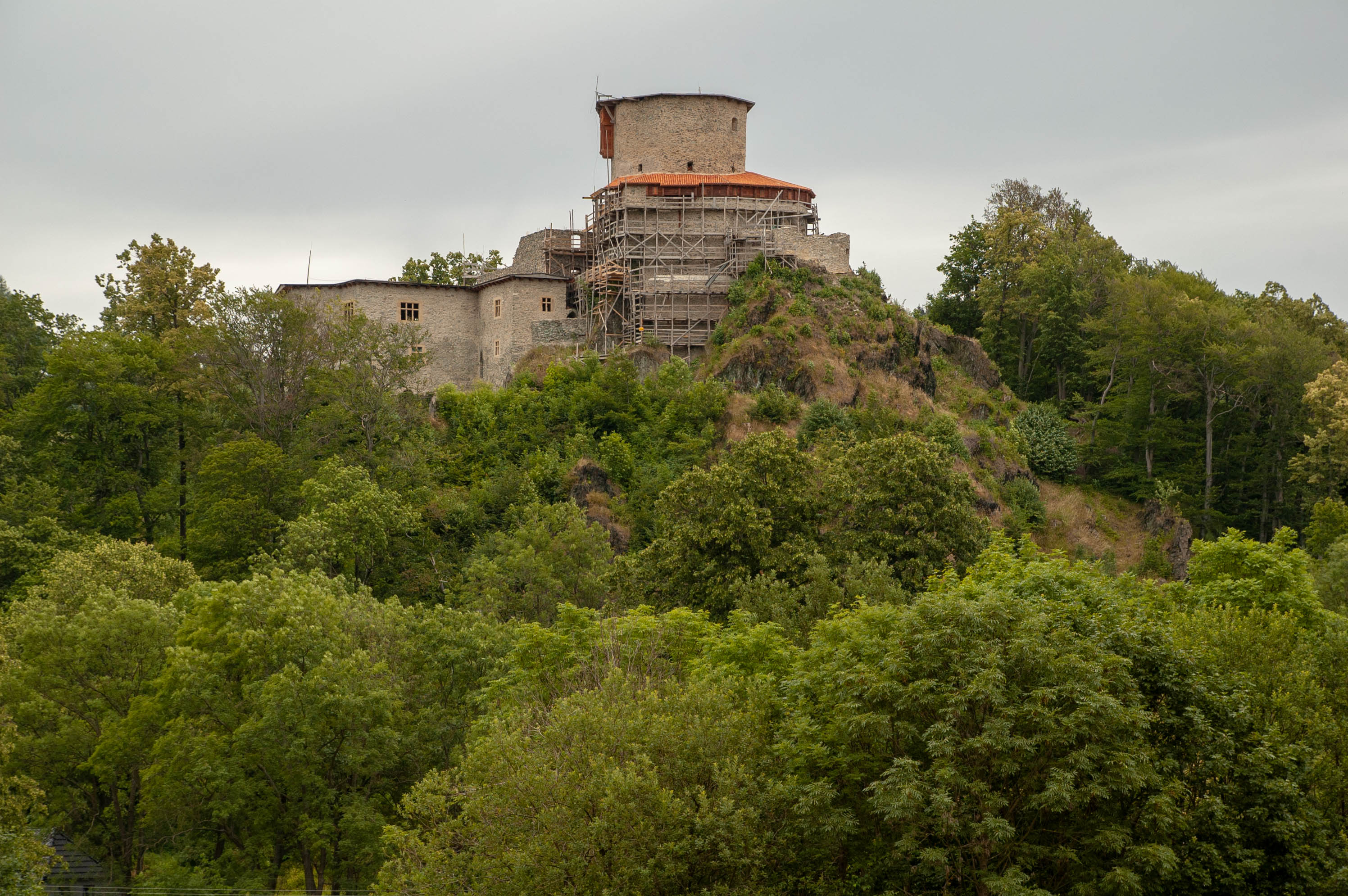
Вид замка во время реконструкции в 2019 году
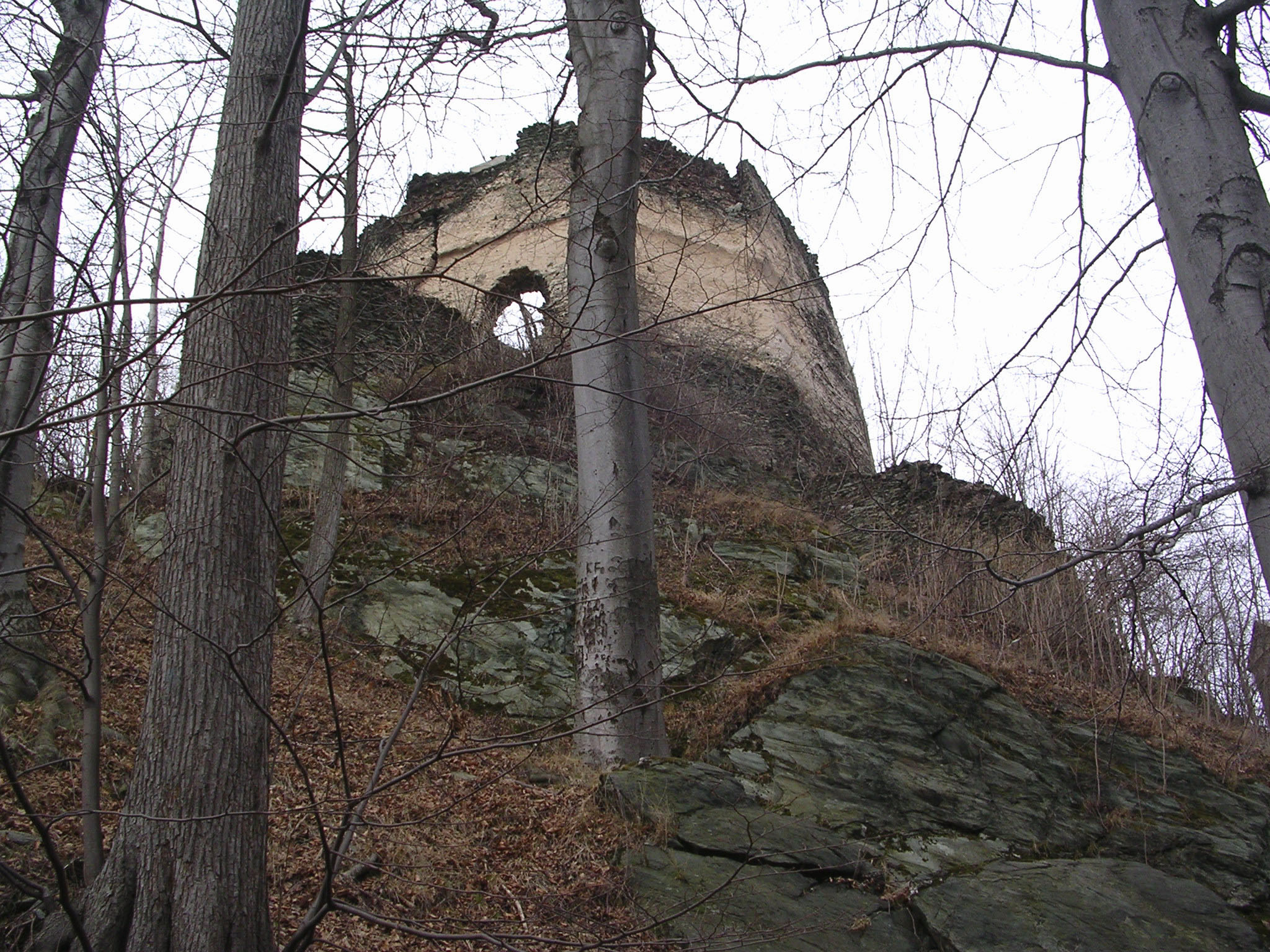
Замковая готическая башня в 2006 году
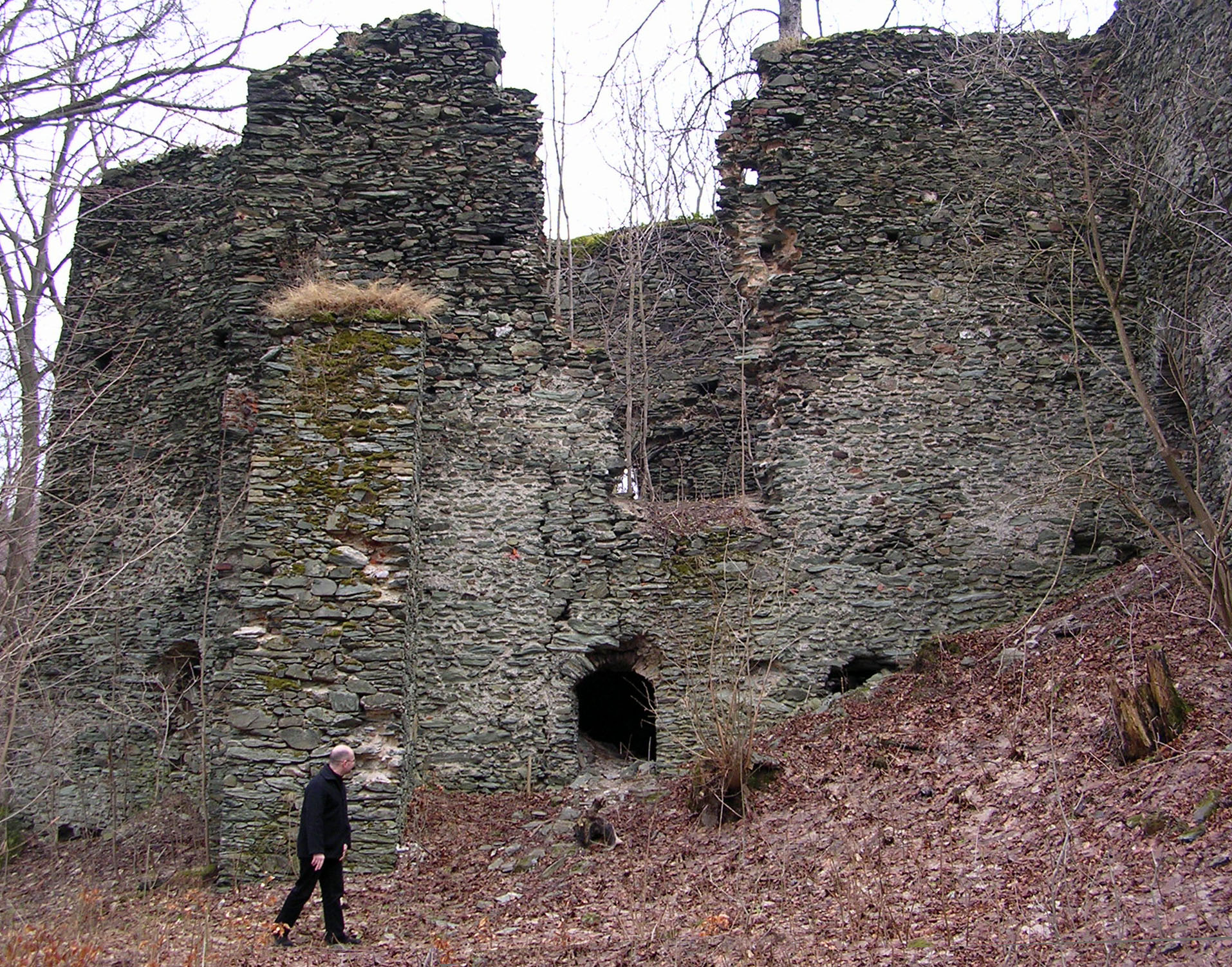
Жилой дом замка в 2006 году. Вид с запада, до реконструкции
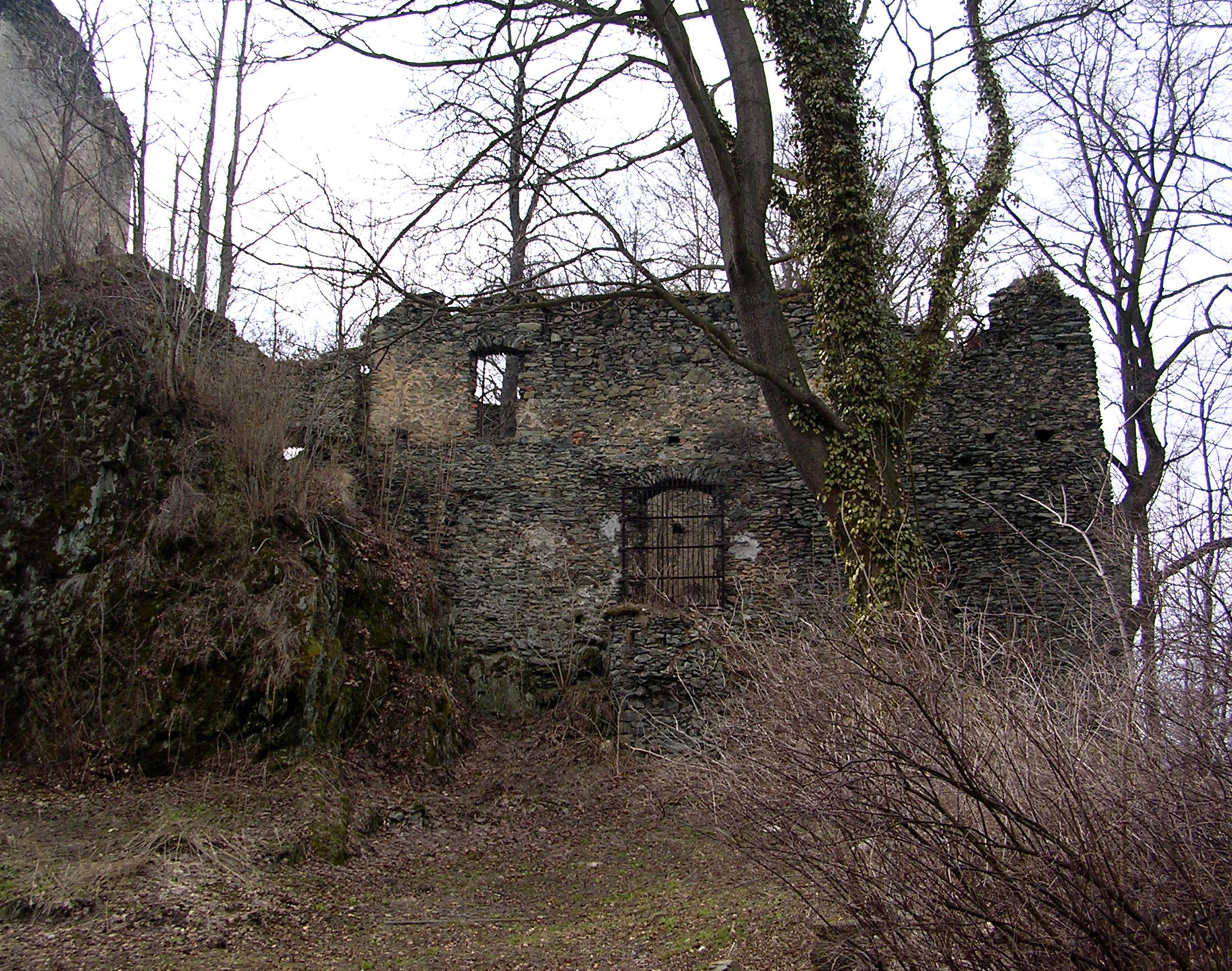
Жилой дом замка в 2006 году. Вид с востока, до реконструкции
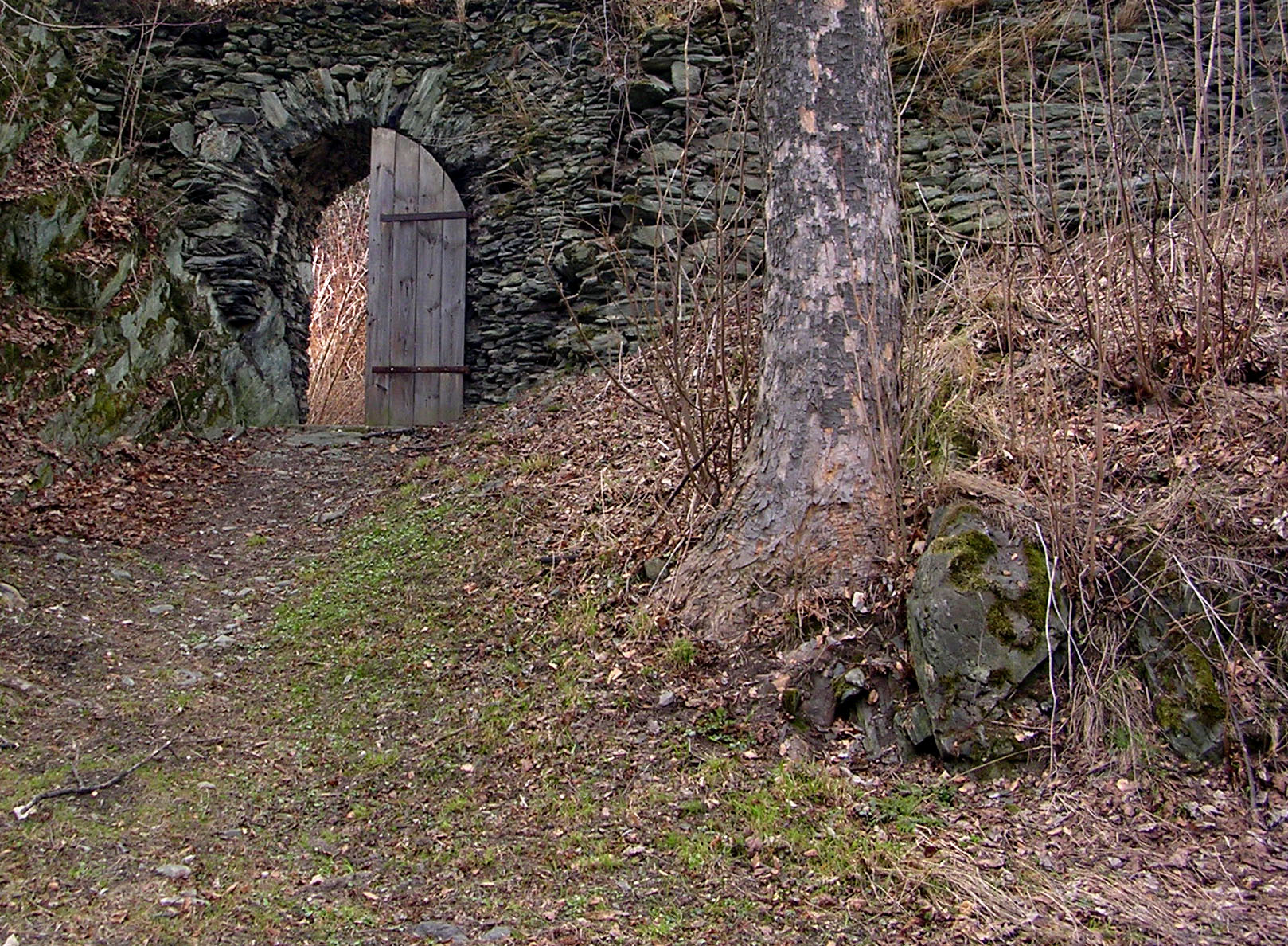
Фрагмент замка в 2006 году
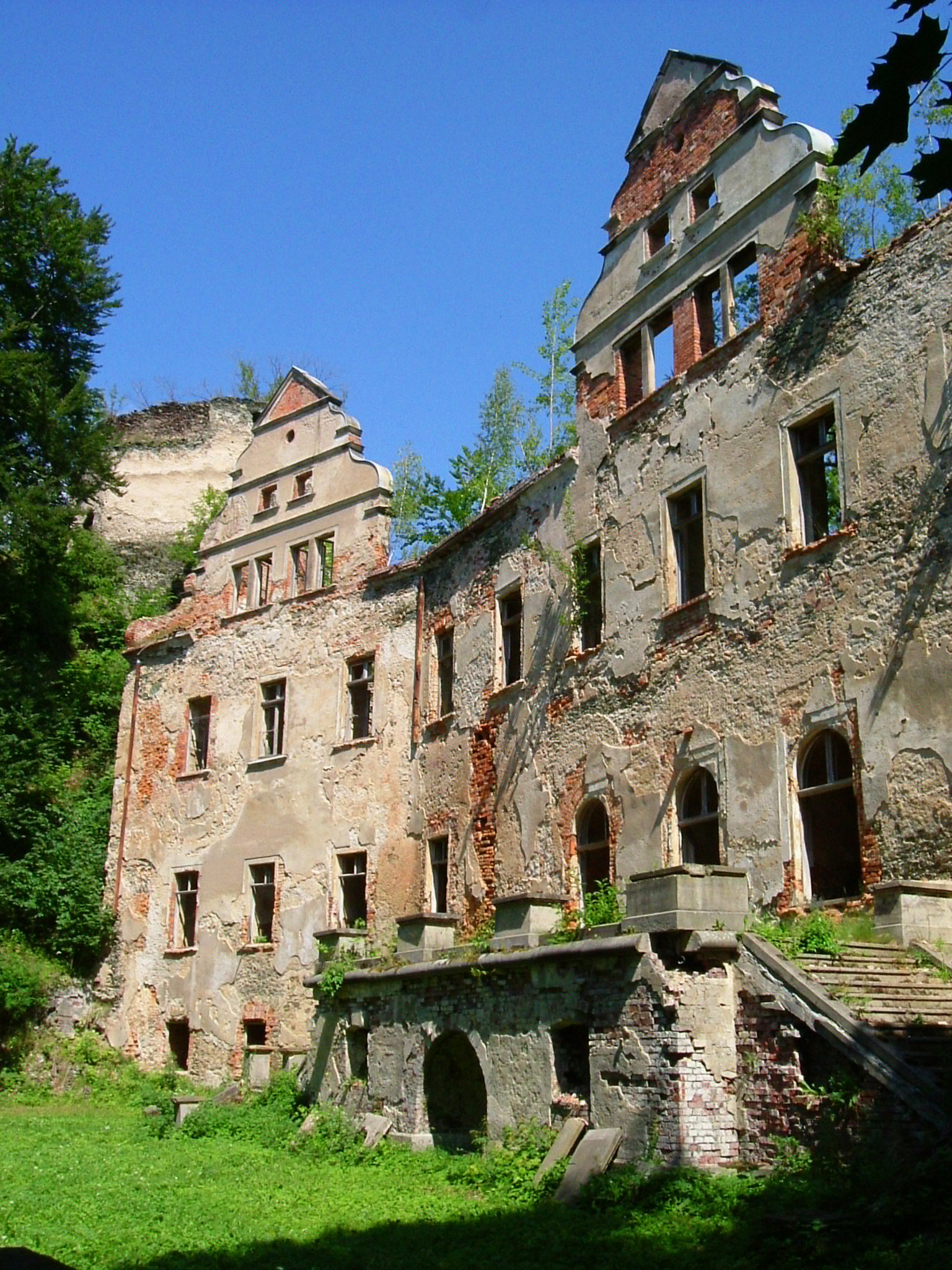
Руины дворца в Плонине с южной стороны, на фоне - замковая башня